# Борго Росо (Кунео)
Борго Росо је насеље у Италији у округу Кунео, региону Пијемонт.
Према процени из 2011. у насељу је живело 152 становника. Насеље се налази на надморској висини од 423 м.